# فرودگاه گائتان دووال
فرودگاه گائتان دووال (به انگلیسی: Sir Gaëtan Duval Airport) یک فرودگاه همگانی با کد یاتا RRG است که یک باند فرود آسفالت دارد و طول باند آن ۱۰۲۰ متر است. این فرودگاه در کشور موریس قرار دارد و در ارتفاع ۲۹ متری از سطح دریا واقع شده است.

## شرکت‌های هواپیمایی و مقصدهای پروازی
| شرکت‌های هواپیمایی | مقصدهای پروازی       |
| ----------------- | -------------------- |
| ایر استرال        | فصلی: پییرفوندز      |
| ایر موریشوس       | سر سیوساگور رامگولام |